# Mortal Kombat X
Mortal Kombat X è un videogioco in stile picchiaduro a incontri, uscito nei negozi il 14 aprile 2015 per Xbox One, PlayStation 4 e Microsoft Windows. Inizialmente era previsto anche per PlayStation 3 e Xbox 360, ma è poi stata annunciata la cancellazione del progetto.
Il 20 gennaio 2016 Warner Bros. annunciò Mortal Kombat XL, edizione completa comprendente il gioco base, tutti i contenuti scaricabili già pubblicati e i Kombat Pack 1 e 2, che venne pubblicata il 4 marzo 2016.
In data 29 settembre 2021 Sony annuncia l'inclusione del gioco per gli abbonati del suo PlayStation Plus di ottobre.

## Trama
La storia di Mortal Kombat X è il seguito diretto delle vicende narrate nel Mortal Kombat 9. Shao Kahn è stato condannato per sempre dagli Dei Anziani, poiché ha invaso la Terra senza vincere il torneo. Cinque anni dopo, Quan Chi, insieme a Shinnok, invade la Terra, indebolita dall'invasione del Regno Esterno. Con l'aiuto dei guerrieri resuscitati (chiamati revenant) e i demoni del Regno Occulto, i due vogliono infettare il Jinsei, la sorgente della vita della Terra: alla loro avanzata si oppongono le Forze Speciali del regno della Terra guidate da Raiden, Kenshi, Sonya Blade e Johnny Cage. Johnny sconfigge Shinnok e, con l'aiuto di Raiden e Fujin, lo intrappola all'interno del suo amuleto, mentre Quan Chi fugge. Lo rintracciano nella sua fortezza dove, grazie soprattutto a Sonya, Quan Chi viene sconfitto; Scorpion, Sub Zero e Jax vengono liberati dagli incantesimi dello stregone.
20 anni dopo, nel Regno Esterno vi è una guerra civile per la lotta al potere tra Mileena e Kotal Kahn. La figlia di Shao Kahn riesce a far pendere la bilancia dalla sua parte grazie all'amuleto di Shinnok, consegnatole da Kano. Cassie Cage, la figlia di Johnny e Sonya, aiutata dal suo team (composto da Jacqui Briggs, Takahashi Takeda e Kung Jin) cattura Mileena, che viene giustiziata da D'Vorah. In realtà, quest'ultima lavora per Shinnok, così ruba l'amuleto e fa in modo che il dio possa essere liberato. Jax, facendosi strada nella fortezza di Quan Chi, cattura il malvagio stregone e lo porta nel campo dei rifugiati. Il campo viene però attaccato dallo Shirai Ryu, il clan di Scorpion; quest'ultimo intende uccidere Quan Chi, che anni prima sterminò la sua famiglia e il suo clan. Qualche istante prima che lo stregone venga assassinato, tuttavia, D'Vorah arriva al campo con l'amuleto e Quan Chi riesce a liberare il Dio Anziano dall'amuleto, grazie al suo potere. 
Shinnok mette KO le forze speciali e cattura Johnny Cage, per rivendicare la sua sconfitta. Invade il Tempio del Cielo dove risiedono Raiden e Bo' Rai Cho, infetta il Jinsei - diventando una versione più mostruosa di sé - ed espande il suo potere su tutta la Terra. Cassie e la sua squadra, diretti verso il tempio, vengono bloccati da Kotal Khan, che ha invaso la Terra per riprendere l'amuleto, prima in suo possesso. Grazie all'intervento di Sub-Zero, tuttavia, Kotal viene sconfitto. Cassie, infine, riesce a raggiungere il tempio di Shinnok e a sconfiggere i suoi servitori Revenant, ricorrendo allo stesso potere che suo padre aveva usato 20 anni prima. Raiden purifica il Jinsei e strappa i poteri a Shinnok, ristabilendo la pace nel Regno della Terra.
Nella scena dopo i titoli di coda, ambientata qualche tempo dopo, si scopre che adesso Liu Kang e Kitana sono i governanti del Regno Occulto. Raiden - corrotto dal Jinsei ed in possesso dell'amuleto di Shinnok - li avverte affermando che affronteranno destini peggiori della morte se minacceranno il Regno della Terra. Raiden lancia quindi la testa di Shinnok dinanzi ai due come ultimo avviso e si teletrasporta via, lasciandoli soli. Sebbene sia stato decapitato, Shinnok è ancora in vita grazie alla sua natutra di Dio Anziano. 
La storia è suddivisa in 12 capitoli ognuno con 4 scontri.

### Capitoli
| Personaggio      | Avversari                                             |
| ---------------- | ----------------------------------------------------- |
| Johnny Cage      | Scorpion, Sub-Zero, Jax, Shinnok                      |
| Kotal Kahn       | Kano, Tanya, Rain, Mileena                            |
| Sub-Zero         | Cassie Cage, Takeda Takahashi, Jaqui Briggs, Kung Jin |
| Kung Jin         | Erron Black, Ferra/Torr, Raiden, Kotal Khan           |
| Sonya Blade      | Scorpion, Jax, Quan Chi, Kano                         |
| D'Vorah          | Baraka, Rain, Tanya, Mileena                          |
| Takeda Takahashi | Kenshi, Reptile, Erron Black, Ermac                   |
| Jax              | Kung Lao, Sindel, Kitana, Liu Kang                    |
| Scorpion         | Sonya Blade, Johnny Cage, Sub Zero, Quan Chi          |
| Raiden           | Baraka, D'Vorah, Kung Lao, Liu Kang                   |
| Jacqui Briggs    | Reptile, Ermac, Ferra/Torr, Kotal Khan                |
| Cassie Cage      | Sindel, Kitana, D'Vorah, Shinnok (corrotto)           |

## Modalità di gioco
Il Gameplay di Mortal Kombat X è molto simile a quello del suo predecessore: infatti condivide la stessa grafica 3D su un piano bidimensionale, sono ancora presenti le X-Ray, mosse violente che permettono di vedere ciò che l'avversario subisce all'interno del proprio corpo (traumi, fratture ecc.); inoltre, il motore grafico usato in questo capitolo è lo stesso usato nel predecessore, che è l'Unreal Engine 3. È stata anche aggiunta la possibilità di interagire con i vari oggetti sparsi nello scenario (caratteristica già sperimentata Injustice: Gods Among Us).
Nella modalità Storia e nella Kripta sono presenti occasionalmente dei Quick Time Events, dei minigiochi in cui bisogna premere velocemente i tasti indicati sullo schermo per proseguire la trama o ricevere un premio.
Ritornano le Brutality, ovvero delle mosse che permettono di uccidere l'avversario con una mossa speciale, ma solo in determinate condizioni (in realtà le Brutality erano già presenti in Mortal Kombat 3 e successivi, ma sono differenti da quelle in questo titolo, in quanto si utilizzano durante una mossa speciale, e non dopo il Finish Him/Her come in quei casi).
Introduce le:
- Quitality acronimo di Quit-Fatality sono vincolate al multiplayer online, se l'avversario si ritira/abbandona durante lo scontro subisce in automatico l'esecuzione di questa fatality.
- Faction Kills (come le Fatality, si sbloccano 4 varianti durante la modalità Guerra di Fazioni) si possono eseguire durante il tempo della fatality, sono differenti per ogni fazione, il personaggio chiede il supporto dei membri della fazione appartenente per uccidere l'avversario.

Gli stage fatality sono: il Kovo; la Fossa; il Kampo profughi.

## Modalità Torri
In questo capitolo la modalità Arcade è stata rivisitata introducendo le "Torri" che permettono di scegliere il tipo di scalata da affrontare. Ci sono tre tipi di torri principali che il giocatore può scegliere:
- Torri Tradizionali: torri giocabili offline

1. Klassica: 10 avversari normali di difficoltà crescente man mano che il giocatore sale nella torre. Il boss finale, il decimo avversario, è Shinnok.
2. Prova la tua fortuna: serie di 7 avversari a caso con modificatori random ad ogni scontro diversi.
3. Prova la tua forza: 10 livelli in cui il giocatore deve rompere una serie di oggetti premendo i pulsanti fino a che la barra della concentrazione sarà piena fino a un certo limite.
4. Senza Fine: torre con un numero infinito di avversari che termina alla prima sconfitta.
5. Sopravvissuto: torre con un numero infinito di avversari in cui la salute si conserva dopo ogni incontro e termina alla prima sconfitta.

- Torri Viventi: torri giocabili tramite connessione internet

1. Oraria: 5 avversari, i modificatori di combattimento cambiano ogni ora.
2. Quotidiana: 8 avversari, i modificatori di combattimento cambiano ogni giorno.
3. Principale: il numero di avversari non é costante, i modificatori di combattimento cambiano ogni settimana.

- Sfide della Torre: torre di 5 avversari dove i modificatori cambiano ad ogni incontro di difficoltà variabile; dopo averla completata si può continuare a completare diverse torri ogni volta o sfidare gli amici a battere il proprio punteggio.

## Modalità Fazioni
La modalità Guerra tra Fazioni è del tutto inedita nell'universo di Mortal Kombat in cui i giocatori scelgono una delle cinque fazioni:
| Nome Fazione           | Leader   |
| ---------------------- | -------- |
| Lin Kuei               | Sub-Zero |
| Loto Bianco            | Raiden   |
| Forze Speciali         | Sonya    |
| Dragone Nero           | Kano     |
| Fratellanza dell'Ombra | Quan Chi |

Una volta scelta una fazione, al giocatore vengono proposte alcune sfide e particolari obiettivi che possono essere completati sia in single player, che online. Così facendo si ottengono dei punti per la propria fazione (Punti Guerra) e alla fine della settimana la fazione con più punti viene decretata la vincitrice; allo scadere dei 7 giorni i punteggi vengono azzerati. 
Premi:
Ogni fazione in gioco può contare su un suo set di elementi sbloccabili del profilo salendo di livello: Bordi; Sfondi; Icone tutte con relativo bonus e a quattro Factions Kill, e quella vincitrice può avere accesso a un ulteriore Factions Kill.
Il giocatore può sempre cambiare la sua fazione ogni volta che vuole, l'appartenenza a una fazione non è vincolata a determinati personaggi.

## Personaggi, varianti e doppiaggio
|          | Personaggio            | Stile #1                                  | Stile #2           | Stile #3             | Doppiatore                              |
| Nuovi    | Cassie Cage            | Operazioni Speciali                       | Hollywood          | Attaccabrighe        | Annalisa Usai                           |
| Nuovi    | D'Vorah                | Velenosa                                  | Insetto Regina     | Regina dello Sciame  | Caterina Rochira                        |
| Nuovi    | Erron Black            | Cecchino                                  | Pistolero          | Fuorilegge           | Lorenzo Scattorin                       |
| Nuovi    | Ferra/Torr             | Lacchè (solo)                             | Implacabile (duo)  | Perverso (duo)       | Gea Riva (Ferra) Fred Tatasciore (Torr) |
| Nuovi    | Jacqui Briggs          | Alta Tecnologia                           | Shotgun            | Automatico           | Deborah Morese                          |
| Nuovi    | Kotal Kahn             | Dio del Sole                              | Dio del Sangue     | Dio della Guerra     | Marco Balbi                             |
| Nuovi    | Kung Jin               | Shaolin                                   | Ancestrale         | Bojutsu              | Alessandro Capra                        |
| Nuovi    | Takeda Takahashi       | Ronin                                     | Shirai Ryu         | Flagello             | Paolo De Santis                         |
| Classici | Ermac                  | Spettrale                                 | Mistico            | Signore delle Anime  | Marco Pagani                            |
| Classici | Jax                    | Lottatore                                 | Armi Pesanti       | Potenziato           | Renzo Ferrini                           |
| Classici | Johnny Cage            | Vip                                       | Rissoso            | Sosia Stuntman       | Luca Sandri                             |
| Classici | Kano                   | Commando                                  | Tagliagole         | Cibernetico          | Raffaele Fallica                        |
| Classici | Kenshi                 | Kenjutsu                                  | Bilanciato         | Posseduto            | Andrea Bolognini                        |
| Classici | Kitana                 | Afflitta                                  | Tempesta Reale     | Assassina            | Jolanda Granato                         |
| Classici | Kung Lao               | Trucchi col Cappello                      | Tempesta           | Sega Circolare       | Alessandro Zurla                        |
| Classici | Liu Kang               | Dualista                                  | Pugno Infuocato    | Fuoco del Dragone    | Maurizio Merluzzo                       |
| Classici | Mileena                | Vorace                                    | Perforante         | Eterea               | Jolanda Granato                         |
| Classici | Quan Chi               | Evocatore                                 | Mago               | Stregone             | Matteo Zanotti                          |
| Classici | Raiden                 | Signore delle Tempeste                    | Dio del Tuono      | Teleporter           | Claudio Moneta                          |
| Classici | Reptile                | Nocivo                                    | Ingannevole        | Lesto                | Mario Zucca                             |
| Classici | Scorpion               | Inferno                                   | Ninjutsu           | Fuoco Infernale      | Alberto Olivero                         |
| Classici | Sonya Blade            | Forze Speciali                            | Operazioni Segrete | Demolizione          | Stefania Patruno                        |
| Classici | Sub-Zero               | Gran Maestro                              | Criomante          | Indistruttibile      | Mario Zucca                             |
| Classici | Shinnok (da sbloccare) | Necromante                                | Impostore          | Forgiaossa           | Lorenzo Scattorin                       |
|          |                        |                                           |                    |                      |                                         |
| DLC      | Alien                  | Tarkatan (Baraka)                         | Acido              | Invocatore (regina)  | ---                                     |
| DLC      | Bo' Rai Cho            | Bartitsu                                  | Soffio del Dragone | Maestro Ubriacone    | Mario Zucca                             |
| DLC      | Goro                   | Furia dei Tigrar                          | Guerriero Kuatan   | Zanne del Dragone    | Andrea Bolognini                        |
| DLC      | Jason Voorhees         | Inarrestabile                             | Slasher            | Implacabile          | ---                                     |
| DLC      | Leatherface            | Bella signora                             | Killer             | Macellaio            | ---                                     |
| DLC      | Predator               | Hish-Qu-Ten                               | Guerriero          | Cacciatore           | ---                                     |
| DLC      | Tanya                  | Piromante                                 | Kobu Jutsu         | Naginata del Dragone | Emanuela Pacotto                        |
| DLC      | Tremor                 | Cristallino                               | Scossa di Ritorno  | Metallico            |                                         |
| DLC      | Triborg                | LK-7T2 (Smoke)                            | LK-9T9 (Sektor)    | LK-4D4 (Cyrax)       | Marco Pagani                            |
| DLC      | Triborg                | LK-52O (Cyber Sub-Zero) variante nascosta |                    |                      | Marco Pagani                            |

Altri non giocabili: Baraka; Rain; Sindel;
Cameo: Fujin; Frost; Kabal; Li Mei; Nightwolf; Sareena; Stryker.

## ContenutiDLC
Personaggi:
- Goro è stato annunciato già prima dell'uscita del capitolo come bonus per il pre-ordine del gioco.
- Kombat Pack 1, uscito il 14 aprile 2015, include:
  - Jason Voorhees, personaggio della serie di film Venerdì 13
  - Predator, personaggio dell'omonimo film, è il secondo personaggio "guest star"
  - Tanya da Mortal Kombat 4
  - Tremor da Mortal Kombat: Special Forces.
- Kombat Pack 2, uscito il 4 ottobre 2016, include:
  - Leatherface dalla serie di film horror Non aprite quella porta
  - lo Xenomorfo dal film Alien (estetica e gameplay indicano che sia nato dal corpo di un Tarkata)
  - Il maestro Bo' Rai Cho (già presente nella modalità storia)
  - Triborg (in realtà non del tutto inedito, ma è un insieme delle versioni cyborg di Cyrax, Sektor, Smoke e Sub-Zero).

Costumi:
- Blue Steel Sub-Zero: analoga alla Golden Scorpion, questa skin è uscita il 14 aprile 2015.

- Samurai Pack: uscito il 14 aprile 2015, il pacchetto offre le tre nuove skin Kitana Jingu, Kenshi Ronin e Shinnok Samurai, ed è disponibile anche in allegato al primo Kombat Pack.
- Horror Pack: uscito il 12 maggio 2015, il pacchetto offre le tre nuove skin Mileena Vampira, Reptile Kraken e Ermac Faraone, ed è disponibile in accesso anticipato col primo Kombat Pack.
- Klassic Pack 1: uscito il 2 giugno 2015, il pacchetto offre tre nuove skin classiche per Sonya, Kano e Liu Kang, ed è disponibile in accesso anticipato col primo Kombat Pack.
- Kold War Pack: uscito il 19 maggio 2015, il pacchetto offre le tre nuove skin Sonya Madrepatria, Sub-Zero Tundra e Kano Rivoluzione.
- Brazil Pack: uscito il 16 giugno 2015, il pacchetto offre le tre nuove skin Johnny Cage Furbol, Liu Kang Capoeira e Kung Lao Gaucho.
- Predator/Prey Pack: uscito il 14 luglio 2015, il pacchetto offre le tre nuove skin Johnny Cage Commando, Scorpion Infrared e Jax Carl Weathers, ed è disponibile in accesso anticipato col primo Kombat Pack.
- Klassic Pack 2: uscito il 21 luglio 2015, il pacchetto offre tre nuove skin classiche per Quan Chi, Jax Briggs e Kung Lao, ed è disponibile in accesso anticipato col primo Kombat Pack, o allegato al secondo Kombat Pack.
- Krimson Ermac: anch'essa analoga alla Golden Scorpion, questa skin è uscita il 4 ottobre, ed è disponibile in accesso anticipato col secondo Kombat Pack.
- Apocalypse Pack: uscito il 14 luglio 2015, il pacchetto offre tre nuove skin per Takeda, D'Vorah ed Erron Black, ed è disponibile in accesso anticipato col secondo Kombat Pack, o allegato ad esso.
- Cosplay Pack: uscito il 14 luglio 2015, il pacchetto offre le due nuove skin Cassie Cage Lin Kuei e Jacqui Briggs Shirai Ryu, ed è disponibile in accesso anticipato col secondo Kombat Pack.